# Mairie de Köpenick
La mairie de Köpenick (Rathaus Köpenick) est le bâtiment qui héberge le bureau du maire ainsi qu'une partie des services municipaux de l'arrondissement de Treptow-Köpenick à Berlin, en Allemagne.

## Localisation
La mairie est située à l'adresse Alt-Köpenick 21/29, 12555 Berlin-Köpenick. Elle est au cœur du vieux Köpenick, non loin du château de Köpenick, à proximité du point de convergence des rivières Dahme, Sprée et Müggelspree.
La gare la plus proche est la gare de Berlin-Spindlersfeld à l'est au-delà de la Dahme.

## Histoire

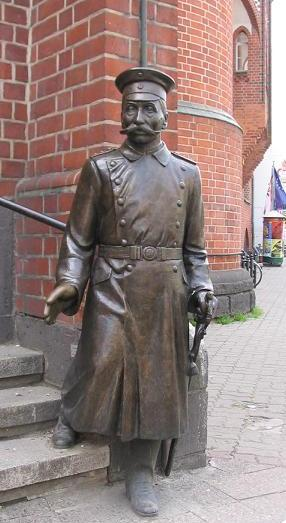
Statue du Capitaine de Köpenick à l'entrée de la mairie.

C'est en 1764, à la fin de la Guerre de Sept Ans, que le bourgmestre de Cöpenick (ainsi orthographié jusqu'au 1er janvier 1931) Georg Friedrich Cardinal von Widdern (1721-1804) construit l'ancien hôtel de ville de Cöpenick dans un style baroque répandu à l'époque. L'hôtel de ville se tenait en lieu et place de l'actuelle mairie, au carrefour de la Schloßstraße (aujourd'hui rue Alt-Köpenick) et Rosenstraße. Des vestiges d'un mur ont été mis au jour en 2014 dans la cour intérieure de l'actuelle mairie. 
Le bourgmestre Gustav Borgmann (1838-1908) présente son projet d'un nouvel hôtel de ville le 20 novembre 1896 au conseil municipal. Comme d'autres hôtels de ville qui se construisent à cette époque, les plans de Borgmann sont majestueux : une salle centrale de 200 m² et 72 autres pièces équipées de lampes au gaz d'éclairage, d'un chauffage central et de ventilation. Les travaux sont menés par l'ancien ingénieur d'état Hans Schütte, qui officiait jusque-là à Bonn, et l'architecte charlottenbourgeois Hugo Kinzer. Après sept ans de travaux et 375 000 Marks dépensés (au lieu des 25 000 initialement prévus), l'hôtel de ville est inauguré le 7 octobre 1905
L'hôtel de ville est également connu pour avoir été le théâtre du cambriolage de Wilhelm Voigt, surnommé le Capitaine de Köpenick. Il s'introduit dans l'hôtel de ville le 16 octobre 1906 sous un déguisement, neutralise le bourgmestre Georg Langerhans et vole 4 000 Marks au nez et à la barbe des soldats présents. Après s'être enfui, il est retrouvé quelques jours plus tard, arrêté et condamné. Mais à la faveur de l'opinion publique, il est gracié par l'empereur et se reconvertit en artiste, jouant son aventure sur scène. 
La commune de Köpenick est intégrée au Grand Berlin en 1920 et à cette occasion l'hôtel de ville perd son statut indépendant et devient la mairie du district de Köpenick. En raison de l'expansion démographique rapide du district, les locaux de la mairie se révèle trop petit à peine 15 ans après son inauguration. Pour cette raison, de nombreux travaux et extensions, dont ceux menés par le maire national-socialiste Karl Mathow le 19 avril 1938 agrandiront considérablement la mairie.

## Administration
La mairie de Köpenick est le siège du maire (Bezirksbürgermeister) et du conseil municipal (Bezirksstadtrat) de l'arrondissement. 
D'autres services administratifs municipaux sont néanmoins répartis dans différents bâtiments administratifs de l'arrondissement, notamment dans l'ancienne mairie du district de Treptow où délibère à présent l'assemblée des délégués d'arrondissement de Treptow-Köpenick.

### Conseil municipal

Répartition des sièges et des couleurs politiques dans l'assemblée de Treptow-Köpenick (2016-2021)
SPD 15
Die Linke 14
AfD 12
CDU 7
Grünen 5
FDP 2<

Lors des dernières élections de l'assemblée des délégués d'arrondissement de 2016, le maire SPD Oliver Igel a gardé sa place. Lors des élections, le SPD perd cinq points par rapport aux précédentes élections, la Gauche (Die Linke) reste stable, l'AfD, qui se présentait pour la première fois, prend la troisième place avec 20 points.

### Bourgmestres et maires successifs

#### Bourgmestre (1381-1921)
La liste suivante présente les bourgmestres successifs de l'hôtel de ville de Cöpenick comme affichés sur la plaque de la mairie.
| 1381 Johannes Segefeld 1598 Kratz et Lorentz 1603 Martin Kliestow, Johann Pariser 1614 Andreas Dahmes, Michael Gelnitz, Gregorius Grünenthal, Johann Pariser 1637 Jacob Lorentz, Andreas Schmidt 1683 Joachimus Gerstenberg, Christian Roemer 1699 Arnold ter Brügge 1714 Johann August Puchan 1718 Johann Gottlieb Reichenberg, Johann Georg Schmidt | 1756 Georg Friedrich von Cardinal 1785 Christoph Daniel Thürnagel, Carl Heinrich Ungnad 1796 Adolf Georg Wilhelm Rehfeld 1809 Carl Martin Mirus 1810 Carl Heinrich Ungnad 1816 Carl Philipp Stägemann 1817 Ferdinand Wilhelm Kühnemann 1823 Friedrich Wilhelm Sandner 1869 Ottomar Oertel 1871 Wilhelm Gustav Borgmann 1904 Dr. Georg Langerhans (Parti progressiste) 1918 Ludwig Behnke (SPD) |

#### Maire (depuis 1921)

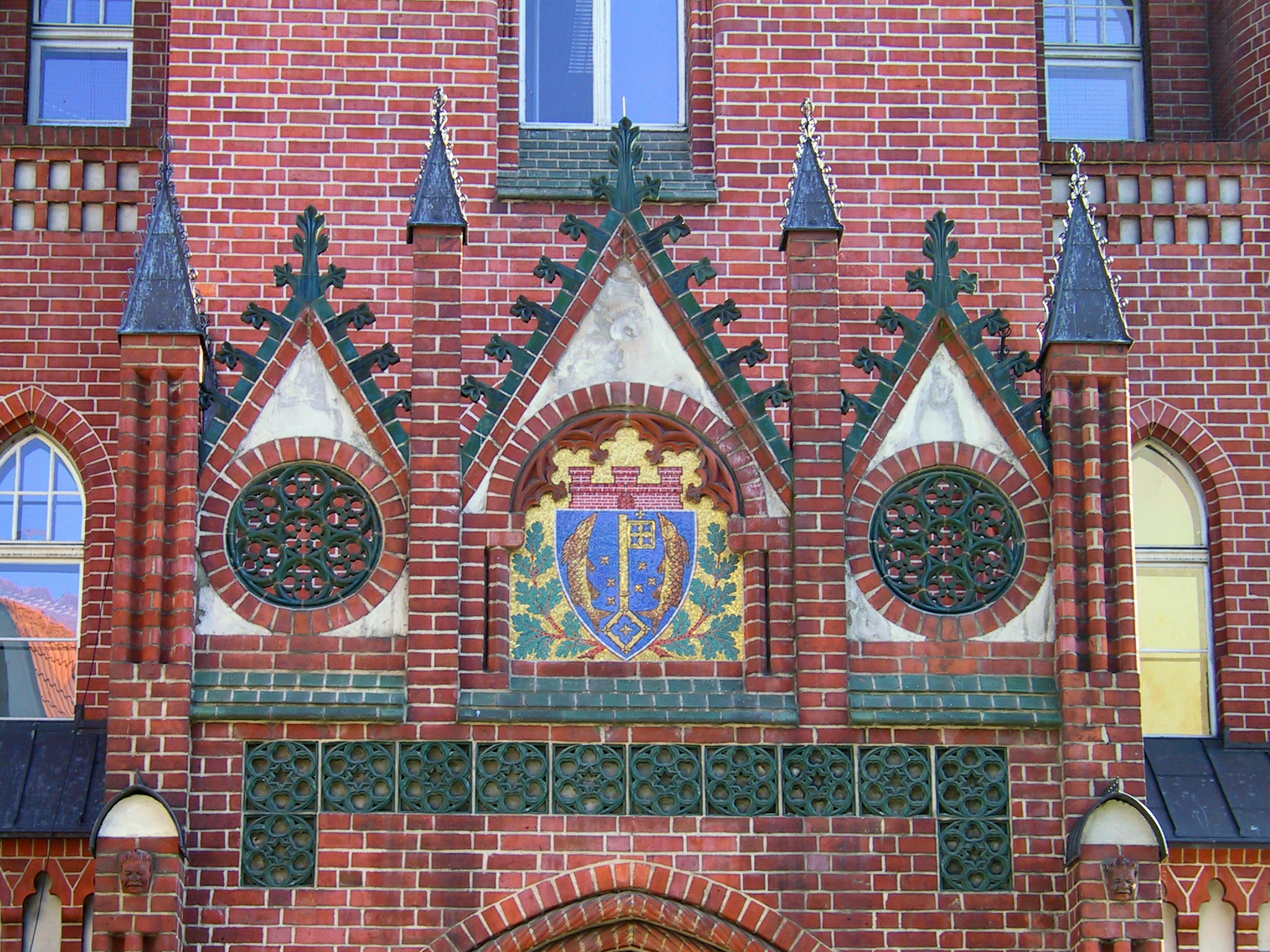
Le blason de Köpenick au-dessus de l'entrée.

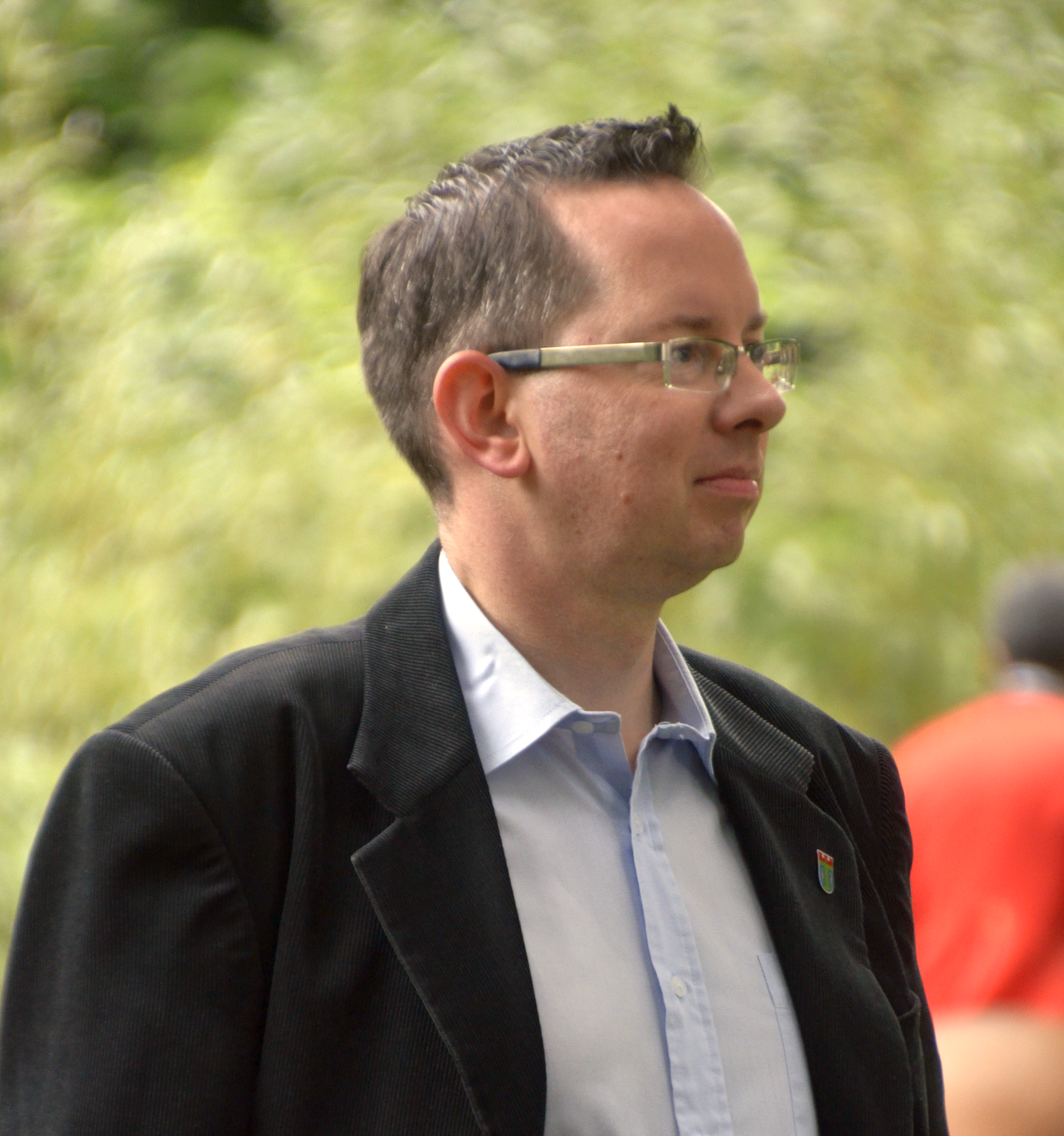
Le maire d'arrondissement actuel Oliver Igel.

De 1921 à 2001, le maire était le dirigeant administratif et politique du district de Köpenick. À partir de 2001 et la fusion avec le district de Treptow, le maire dirige l'arrondissement de Treptow-Köpenick. Pour les maires du district de Treptow entre 1921 et 2001, se référer à l'article mairie de Treptow.
| Mandature   | Nom                | Parti         |
| ----------- | ------------------ | ------------- |
| 1921        | Martin Franz       | sans parti    |
| 1921–1923   | Dreßler            |               |
| 1923–1929   | Robert Kohl        | SPD           |
| 1929–1933   | Martin Franz       | sans parti    |
| 1933–1945   | Karl Mathow        | NSDAP         |
| 1945–1946   | Gustav Kleine      | KPD, puis SED |
| 1946–1948   | Fritz Bessen       | SPD           |
| 1948–1951   | Gustav Kleine      | SED           |
| 1951–1961   | Fritz Schiller     | SED           |
| 1961–1967   | Herbert Fechner    | SED           |
| 1967–1989   | Horst Stranz       | SED           |
| 1989–1990   | Wilfried Engel     | SED           |
| 1990–1992   | Monika Höppner     | SPD           |
| 1992–2000   | Klaus Ulbricht     | SPD           |
| 2001–2006   | Klaus Ulbricht     | SPD           |
| 2006–2011   | Gabriele Schöttler | SPD           |
| depuis 2011 | Oliver Igel        | SPD           |